# آنا پولینا
آنا پولینا (انگلیسی: Anna Polina؛ زاده ۱۱ سپتامبر ۱۹۸۹) یک بازیگر پورنوگرافی است.